# تأسیسات اتمی اصفهان
منطقه هسته‌ای اصفهان،تأسیسات فراوری اورانیوم اصفهان یا صنایع UCF اصفهان، یکی از تأسیسات هسته‌ای ایران زیر نظر سازمان انرژی اتمی ایران است.
این تأسیسات، شامل ۶۰ واحد تولیدی است که کلیهٔ تجهیزات آن حدود ۱۵۰۰۰ دستگاه است و در زمینی به مساحت ۶۰ هکتار بنا شده است. این سایت در مرکزیت چرخه سوخت هسته‌ای قرار دارد.برآورد به‌روز شده نشان می‌دهد که این برنامه هزینه‌ای در حدود ۸۴٬۰۰۰٬۰۰۰٬۰۰۰٬۰۰۰٬۰۰۰ تا ۱۲۶٬۰۰۰٬۰۰۰٬۰۰۰٬۰۰۰٬۰۰۰ ریال است.

## محصولات
پس از استخراج اورانیوم از معدن، آن را با اسید می‌شویند و محصول به‌دست آمده را که کیک زرد (U3O۸) نام دارد، به تأسیسات فرآوری اورانیوم می‌آورند تا برای غنی‌سازی آماده کنند.
تبدیل کیک زرد به ترکیبات دیگر اورانیوم یعنی اورانیوم دی‌اکسید (UO۲)، اورانیوم تترافلورید (UF۴) و اورانیوم هگزافلوراید (UF۶)، مهم‌ترین فعالیتی است که در این تأسیسات انجام می‌شود و غنی‌سازی اورانیوم جزو وظایف و فعالیت‌های این مجتمع نیست. تولید گاز فلوئور با استفاده از الکترولیز هیدروژن فلوئورید (HF) هم در این مجتمع انجام می‌شود. این گاز به عنوان یک ماده اصلی در صنعت هسته‌ای کاربرد دارد.
بعد از تولید (UF۶)، آن را به تأسیسات هسته‌ای نطنز می‌برند و در آن‌جا با استفاده از سانتریفوژ غنی‌سازی اورانیوم، خلوص اورانیوم-۲۳۵ را بیشتر می‌کنند. سپس اورانیوم غنی‌شده را به بخش دیگری از تأسیسات فرآوری اورانیوم اصفهان می‌آورند و برای استفاده در رآکتور هسته‌ای برای تولید انرژی آماده می‌کنند.
در بخش ZPP این تأسیسات، فلزات تیتانیم و زیرکونیم تولید می‌شوند. زیرکونیوم علاوه بر کاربرد در صنعت هسته‌ای، در ساخت وسایل جراحی و هواپیماسازی نیز کاربرد دارد. در طبیعت، همواره در کنار زیرکونیوم، هافنیم نیز وجود دارد که مزاحم انجام فعالیت‌هاست؛ از دیگر اقدامات مهم این بخش، جداسازی این دو از یکدیگر است.
طبق اعلام سازمان انرژی اتمی ایران در سال ۱۳۹۰، تولید اورانیوم دی‌اکسید گرید سرامیکی با غنای طبیعی در تأسیسات فرآوری اورانیوم اصفهان به مرحله بهره‌برداری نزدیک و خوراک‌دهی آن آغاز شده است. ماده اولیه مصرفی که همان کیک زرد (U3O۸) یا سنگ معدن غلیظ شده اورانیوم است، طی فرایند پیچیده شیمیایی به پودر دی‌اکسید اورانیوم طبیعی خالص (UO۲) با مشخصات ویژه و قابلیت سرامیکی شدن تبدیل می‌شود و به عنوان ماده اولیه برای تولید سوخت رآکتور تحقیقاتی آب سنگین اراک (IR-40) مورد استفاده قرار می‌گیرد.

## تاریخچه
کار ساخت تأسیسات فرآوری اورانیوم اصفهان، در سال ۱۳۷۲–۱۳۷۱ برای اجرای یکی از پروژه‌ها با انعقاد قراردادی با شرکت چینی آغاز شد. در طول مدت ۵ سال، چینی‌ها فقط ۱۰ درصد کار را انجام دادند و بعد از قطع یک جانبه قرارداد از سوی چین در سال ۱۳۷۷، مقدمات انجام کار توسط ایران فراهم شد و از سال ۱۳۷۹ رسماً شروع به کار کرد.